# 1980年のテレビ (日本)
1980年のテレビ（1980ねんのテレビ）では、1980年（昭和55年）の日本におけるテレビジョン放送全般の動向についてまとめる。

## 主なできごと
テレビ信州が開局
10月1日、長野県の3局目の民放として、日本テレビ系とテレビ朝日系のクロスネット局として開局。
音声多重放送の動き
- ドラマのステレオ放送が開始。

2月26日に日本テレビが、同局初の長時間ドラマ『太陽は沈まず・海よ!小さな戦士の歌を聞け』を皮切りに、3月31日にはTBSが、『江戸を斬るV』の第7話「御用金奪還!暁の追跡」のみステレオ放送を実施。10月19日には同じくTBSが、連続テレビドラマでは初のステレオ放送となる『天皇の料理番』が放送開始。
- 2音声多重放送の開始

特例ながら郵政省は、6月22日に行われた衆参同時選挙の開票関係の番組に於いて、初の同放送を認め、翌日（23日）開票関係の番組にて、日本テレビ、フジテレビ、テレビ朝日、東京12チャンネルの在京民放を含め、多くの局が初の同放送を行った（後述）。12月19日に郵政省は同放送を正式に認め、翌1981年1月23日に施行された（「音声多重放送」の項目も参照）。
テレビ番組
- 元旦、民放テレビ全局『ゆく年くる年』の後に、びわ湖放送を除く全局にて、TBS制作による『ライオンスペシャル・'80年未来をこの手に!』が放送。
- 「レークプラシッド冬季オリンピック」、「モスクワオリンピック」が開催。前者はNHKで放送、後者はテレビ朝日系で大会独占放送。
- 東京・新宿に多目的スタジオ「スタジオアルタ」がオープン。フジテレビ系平日正午枠の帯番組にて、同スタジオからの公開生放送が開始。
- フジテレビ系の2つの番組『激突!漫才新幹線』（『花王名人劇場』枠、関西テレビ制作）、『THE MANZAI』（『火曜ワイドスペシャル』枠）がきっかけで、1980年代の漫才ブームの基を築く様になる。
- NHK総合テレビで、日中共同取材・制作による番組『NHK特集 シルクロード』放送開始（ステレオ）。喜多郎による番組内の音楽も話題を呼ぶ。
- アイドル歌手 山口百恵が引退。武道館の引退コンサートがTBSで、最後の番組出演である『山口百恵スペシャル ザ・ラスト・ソング』が日本テレビで共にステレオ生放送。
- 局の看板となる、以下の番組が放送開始又は終了（上記を除く）。
  - 開始
    - NHK総合:『NHKニュースワイド』
    - NHK教育:『お達者くらぶ』、『N響アワー』
    - 日本テレビ:『お笑いスター誕生!!』
    - TBS:『報道特集』

  - 終了
    - NHK総合:『スタジオ102』
    - 日本テレビ:『おはよう!こどもショー』
    - TBS:『ベルトクイズQ&Q』、『家族そろって歌合戦』
    - フジテレビ:『クイズグランプリ』

CM
- この年、パイオニアのラジカセのCM「ランナウェイ」（ステレオ制作）で、CF曲であるシャネルズ（後のラッツ&スター）が歌う商品名の歌「ランナウェイ」が大ヒット、オリコンのヒットチャートで同年4月21日～6月2日に渡り7連続で1位を獲得（同曲の項目も参照）。このグループから後に田代まさしや桑野信義の2人は、志村けんのコントを始めとしてお笑い界を中心に活躍する様になる。
- 更に、ミノルタ（コニカミノルタの前身）「X-7」のテレビCMでは、当時熊本大学の学生だった宮崎美子が、木陰でTシャツとGパンをはにかみながら脱いでビキニ姿になるという内容が、大反響を呼ぶ[1]。さらにCMに使われていた曲も評判になり、このCMコピーを担当した糸井重里が、30秒だけであったCMソングに歌詞を付け足し「いまのキミはピカピカに光って」（作曲：鈴木慶一、唄：斉藤哲夫）としてレコードも急遽発売されるに至ったり、TBS系『8時だョ!全員集合』では、志村けんがこのCMをパロディー化したギャグを展開するなど、社会現象化した。これが契機で宮崎は、TBS系「ポーラテレビ小説」でこの年の10月6日から開始する連続テレビドラマ『元気です!』の主役に大抜擢、女優としてデビューする。

視聴率
TBSがこの年の年間視聴率で在京民放局5局において3冠王となる（1978年から1981年までの4年間）。
新機材、新技術導入・開発など
- TBSが、2月3日放送の「別府大分毎日マラソン」の初の全コース完全中継にて、光ケーブルの初使用を行う。
- NHK放送技術研究所が、サチコン撮像管を使った3管式ハイビジョン（当時は「高品位テレビ」と言っていた）用カラーカメラを試作。

## 番組関係のできごと

### 1月
- 1日
  - TBS制作・全民放テレビ局（びわ湖放送を除く）、『ゆく年くる年』終了後に、ライオン（旧ライオン歯磨・ライオン油脂）の一社提供による同社発足記念の特番『ライオンスペシャル・'80年未来をこの手に!』が放送[2]。尚、びわ湖放送（独立局）は同局の大株主である滋賀県の方針によりネットされなかった。
  - TBS系で、芸能人隠し芸番組『超豪華!番組対抗かくし芸大会』をこの年から開始。日本テレビ系の『番組対抗かくし芸大会』と同系列の番組ではあるが、隠し芸と隠し芸の合間に、TBS系で放送されているクイズ番組（『クイズ100人に聞きました』→『クイズ天国と地獄』→『ザ・チャンス!』）に出場者が挑戦するのが異なる。司会は愛川欽也（1984年のみ関口宏）。
- 6日 - NHK大河ドラマ第18作『獅子の時代』（主演：菅原文太）放送開始。菅原にとってこれがテレビドラマ初主演となった（ - 12月21日、全51回）。[3]。
- 13日 - テレビ朝日系のクイズ番組『象印クイズ ヒントでピント』の白組キャプテンを半年間務めたイラストレーターの山藤章二が降板。翌週20日から作曲家の小林亜星に交代[4]。
- 20日 - 関西テレビ・フジテレビ系、『花王名人劇場』にて『激突!漫才新幹線』が放送（1982年6月27日まで計5回、不定期で放送）。これが後に1980年代の漫才ブームを興するきっかけとなり、後述の『THE MANZAI』（フジテレビ系『火曜ワイドスペシャル』枠、同年4月1日初回放送）と併せ、同ブームの基を築くこととなる（同番組の及び『THE MANZAI』の項目も参照）。

### 2月
- 3日：TBS系、この年の「別府大分毎日マラソン」の中継放送にて、同マラソン初の全コース完全中継を行う。この番組の中継に於いては、光ケーブルの初使用も行った。[5]
- 6、13、20日 - テレビ朝日系、平日の帯番組『アフタヌーンショー』の水曜日3週連続にて、NHK受信料問題を討論。[6]
- 26日 - 日本テレビ系、テレビドラマでは日本初のステレオ放送で、同局初の長時間ドラマ「ライオン・スペシャル・ドラマ『太陽は沈まず・海よ!小さな戦士の歌を聞け』」を放送（ライオンの一社提供）。[3][6][7]
- 29日 - TBS系平日正午枠の視聴者参加型帯クイズ番組『ベルトクイズQ&Q』が終了、10年弱の歴史に幕。

### 3月

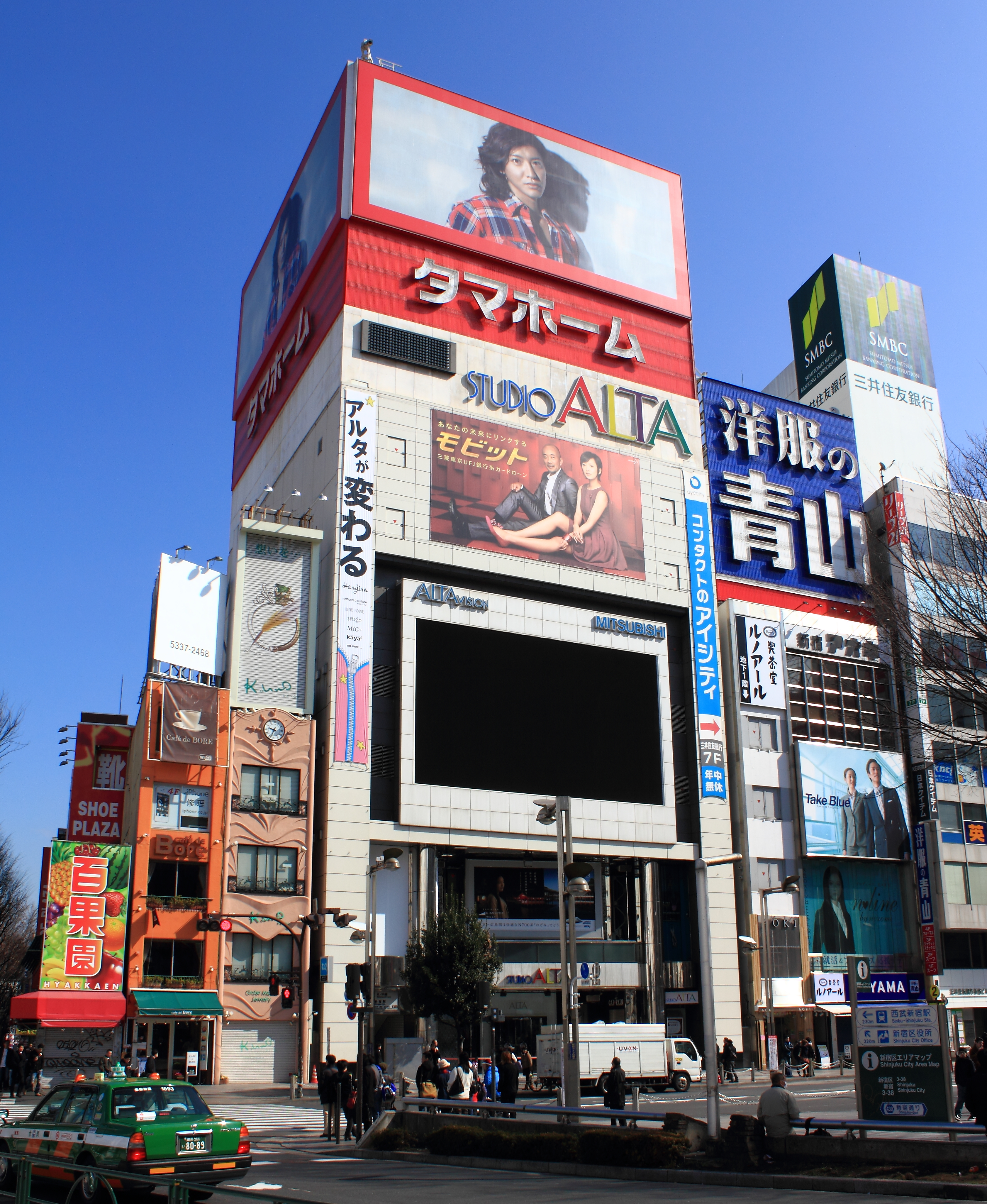
新宿「スタジオアルタ」開業（3月31日。写真は2012年）。この年『日本全国ひる休み』『タモリの突撃ナマ放送』を放送し、10月より『笑ってる場合ですよ!』開始。そして2年後に開始し長寿番組となる『笑っていいとも!』へと繋がる。

- 3日 - TBS系、前週までの『ベルトクイズQ&Q』の流れを一部継承した新クイズ番組『スーパーダイスQ』（司会・土居まさる）放送開始（ - 1984年3月30日）。
- 20日 - 関西テレビ・フジテレビ系で桂三枝（後の六代 桂文枝）と女性著名人の1対1によるトーク番組『三枝の爆笑美女対談』が放送開始（ - 1987年3月29日）。
- 22日 - テレビ朝日系土曜19時30分枠の児童向けドラマ『あばれはっちゃくシリーズ』の第2作『男!あばれはっちゃく』（主演：栗又厚）放送開始（ - 1982年3月27日）。
- 29日 - 日本テレビの土曜昼の演芸番組『やじうま寄席』が終了、9年の歴史に幕。
- 30日
  - フジテレビ系のオーディション番組『君こそスターだ!』が終了、6年半の歴史に幕。
  - テレビ朝日系のクイズ番組『象印クイズ ヒントでピント』はこの日、白組2枠の柳家小三治（落語家）、2枠の佐藤陽子（ヴァイオリニスト）がそろって降板。
- 31日
  - 東京・新宿に多目的スタジオ「スタジオアルタ」がオープン、フジテレビ系平日正午枠で同スタジオからの公開生放送による帯番組『日本全国ひる休み』を放送開始（ - 9月30日）。その後、10月開始の『笑ってる場合ですよ!』（後述）、そして2年半後の1982年10月に放送開始し31年半に亘って続く長寿番組となる『森田一義アワー 笑っていいとも!』に繋がる同局のスタジオアルタからの公開生番組の礎となった[注 2]。
  - TBS系の時代劇『江戸を斬るV』が、この日の放送回（第7話「御用金奪還!暁の追跡」）にて、同局ドラマ初のステレオ放送を行う（同番組のステレオ放送は、この回のみ）。[9][10]

### 4月
- 1日
  - 1965年10月開始以来14年半にわたって9:00 - 10:30枠だったフジテレビ系『小川宏ショー』が、この日より8:30 - 9:55に変更（30分繰上げ、5分縮小）、これにより日本テレビ系『ルックルックこんにちは』、TBS系『モーニングジャンボ奥さま8時半です』、テレビ朝日系『モーニングショー』と共に、東京12チャンネル（後のテレビ東京）を除く在京局全ての朝のワイドショーが8:30開始となった。また4日後の5日には関西テレビ制作のワイドショー『ハイ!土曜日です』も、30分繰上げて8:30開始に変更された[注 3]。
  - フジテレビ系、『火曜ワイドスペシャル』にて、『THE MANZAI』が放送[3]（1982年6月15日まで計11回、不定期で放送）。同じフジ系・関西テレビ制作の『花王名人劇場』の『激突!漫才新幹線』と共に、漫才ブームの基を築いた（同番組の項目も参照）。
  - 関西テレビ・フジテレビ系で千葉真一主演で『服部半蔵 影の軍団』（東映制作）がスタート。本作は千葉主演でシリーズ化され、1985年の『影の軍団 幕末編』迄、計5作が放映された。
- 2日 - TBS系水曜19時台前半枠で、円谷プロダクション製作によるウルトラシリーズでは5年ぶりとなる特撮ドラマ『ウルトラマン80』が放送開始（ - 1981年3月25日、全50回）。
- 3日 - 日本テレビ系で初の2時間ドラマ枠『木曜ゴールデンドラマ』（読売テレビ制作）新設（ - 1991年。後に『ドラマシティー』と改称）[注 4]。
- 5日 - NHK総合『スタジオ102』がこの日で放送終了、15年の歴史に幕。[3][11]
- 6日
  - 日本テレビ系のオーディション番組『スター誕生!』初代司会者を8年半務めた萩本欽一が卒業。翌週より後任として岩谷隆広（谷隼人）とタモリが出演。
  - テレビ朝日系のクイズ番組『象印クイズ ヒントでピント』の新レギュラーに白組から宮尾すすむ（2枠）、紅組からは『ルックルックこんにちは』（日本テレビ系）の司会で人気を博した沢田亜矢子（3枠）がそれぞれ登板。これに合わせて3枠を務めた作家の中島梓が2枠に昇格[12][13]。
- 7日 - NHK、新年度編成を開始。
  - 総合テレビでは朝の大型報道番組『NHKニュースワイド』（ - 1988年4月2日）、連続テレビ小説『なっちゃんの写真館』（主演：星野知子、- 10月4日）などが放送開始。[3]
  - 教育テレビでは高齢者向け教養番組『お達者くらぶ』が放送開始（ - 1988年4月）。[3]
  - またこの日『NHK特集』で、日中共同取材・制作による『シルクロード 絲綢之路』が放送開始（ステレオ放送）、翌1981年まで続くシリーズとなった。喜多郎によるテーマ曲を含む番組内での音楽も話題を呼んだ。[3]
- 12日 - 日本テレビ系でお笑いオーディション番組『お笑いスター誕生!!』が放送開始（司会：山田康雄、中尾ミエ）。同番組からB&B、とんねるず、イッセー尾形、小柳トム（後のブラザートム）らを輩出（ - 1986年9月27日）。[3]
- 24日 - TBS系で橋田壽賀子の脚本によるテレビドラマ『心』（主演：宇津井健）[14]がこの日から放送開始（ - 1981年1月29日）。
- 26日 - NHK教育で、NHK交響楽団（N響）のクラシック音楽番組『N響アワー』放送開始（ - 2012年3月）。[3]

### 5月
- 5日 - テレビ朝日系で、モスクワオリンピックを2か月後に控え、同五輪関連の大型特別番組『オリンパソン'80』を放送（8:30 - 翌6日1:30）[15]。

### 6月
- 1日 - 関西テレビ・フジテレビ系の『花王名人劇場』において、画家の山下清をモデルにしたコメディドラマ『裸の大将放浪記』（主演：芦屋雁之助）の第1作を放送[16]。
- 12日 - 大平正芳内閣総理大臣がこの日未明に死去。NHKや民放各局のニュース・ワイドショーは終日、大平の訃報や追悼特別企画を中心とした内容になった。[3]
- 23日 - この日の前日（22日）に行われた衆参同時選挙（第36回衆議院議員総選挙と第12回参議院議員通常選挙）の翌日開票関係の番組にて、日本初の音声多重の2音声多重放送が行われる（副音声に同じ言語（日本語放送の場合なら同じ日本語）での補足的な内容を流す放送。別名「解説放送（かいせつほうそう）」とも言う）。キー局では日本テレビ、フジテレビ、テレビ朝日、東京12チャンネルが実施した。[3][17]
- 23日 - フジテレビ系の歌謡番組『夜のヒットスタジオ』、箱根・芦ノ湖湖畔の「箱根園庭園」から生放送。ところが濃霧がかかってしまう。

### 7月
- 19日〜8月3日 - モスクワオリンピックが開催、テレビ朝日系で大会独占放送。[3]
- 22日 - フジテレビ系で恒例特番『オールスター紅白水泳大会』を『火曜ワイドスペシャル』枠で放送。この回は放送枠を19:30 - 21:24（通常は20:00 - 21:24）に拡大して放送、史上唯一の「2時間枠」、そして「『火曜ワイドスペシャル』版では初の19時台開始」となった。なお総合司会は井上順と桜田淳子が担当、お馴染みのおりも政夫はアグネス・ラムと共に「進行役」を務めた。

### 8月
- 17日 - この日昼前、静岡市の国鉄（JRの前身）静岡駅前の地下街でガス爆発事故が発生。NHKや民放各局は予定を変更して事故関連の報道特別番組を編成した。
- 30日〜31日 - 日本テレビ系でこの年3回目の『24時間テレビ 「愛は地球を救う」3』を放送。この年から徳光和夫（日本テレビアナウンサー、当時）が総合司会となり[注 5]、以後2010年（第33回）まで31年に亘り総合司会を務めた[注 6]。

### 9月
- 28日
  - 日本テレビ系の子供番組『おはよう!こどもショー』が、15年弱の歴史に幕。なお番組は前年（1979年）3月より『ズームイン!!朝!』設置のため、土・日のみの放送となっていた。
  - フジテレビ系日曜19時台前半枠で、いしいひさいち原作のホームギャグアニメ『おじゃまんが山田くん』が放送開始（ - 1982年10月10日）。
  - テレビ朝日系のクイズ番組『象印クイズ ヒントでピント』はこの日、紅組キャプテンの佐良直美（女優）が降板。
- 29日 - 日本テレビ系のクイズ番組『ほんものは誰だ!』が放送終了、6年半の歴史に幕。後継番組は引き続きロート製薬一社提供による、前番組のコンセプトを継承した『推理クイズ・私がほんもの!』（ - 1981年3月）。

### 10月
- 1日 - フジテレビ系平日正午枠で、帯バラエティ番組『笑ってる場合ですよ!』が放送開始。新宿・スタジオアルタからの公開生放送（ - 1982年10月1日。後の『笑っていいとも!』へ継承）。[3]
- 4日 - TBS系土曜22時枠で報道番組『JNN報道特集』放送開始（1982年4月より日曜18時枠へ移動、2008年3月まで27年半にわたって続く。後に土曜17時30分枠で『報道特集NEXT』を経て2025年現在の『報道特集』と改め継続中）。[3]
- 5日
  - テレビ朝日系のクイズ番組『象印クイズ ヒントでピント』がリニューアル。セットが一新し男性軍・女性軍の名称が「スペード軍」「ハート軍」となる。また新レギュラーにハート軍に久里千春（2枠）が登板。これに合わせて中島梓がキャプテンに昇格[19]。
  - TBS系、山口百恵のファイナルコンサートを、日本武道館から生中継（ステレオ放送）。
  - 毎日放送・TBS系、團伊玖磨企画によるステレオ放送の音楽紀行番組『音楽の旅はるか』放送開始（ - 1984年9月30日、全204回。日本石油（ENEOSの前身の1つ）の一社提供）。番組終了後は、放送番組センターから系列を問わない放送局向けの番組販売が行われたことで、TBS系列外でも放送される様になった。
- 6日
  - NHK、連続テレビ小説第26作『虹を織る』（主演：紺野美沙子）放送開始（ - 1981年4月4日、全153回）。[3]
  - TBS系「ポーラテレビ小説」、ミノルタ（後のコニカミノルタ）のテレビCMで大反響を呼んだ宮崎美子の女優デビューかつ初主演による連続テレビドラマ『元気です!』放送開始（ - 1981年4月3日、全130回）。[20][21]
  - フジテレビ系『夜のヒットスタジオ』に、三浦友和（俳優）との結婚のため芸能界を引退、前日引退コンサートを終えたばかりの山口百恵が同番組最後の出演。引退に至った心境を自ら生放送で語り、司会の井上順・芳村真理、その他の出演歌手らに囲まれて「さよならの向う側」を歌唱した。
- 13日 - 日本テレビ系、山口百恵の最後のテレビ出演の特別番組『山口百恵スペシャル ザ・ラスト・ソング』[注 7]を生放送（ステレオ放送）。この番組を以て、彼女は芸能界を引退した。[3]

- 14日

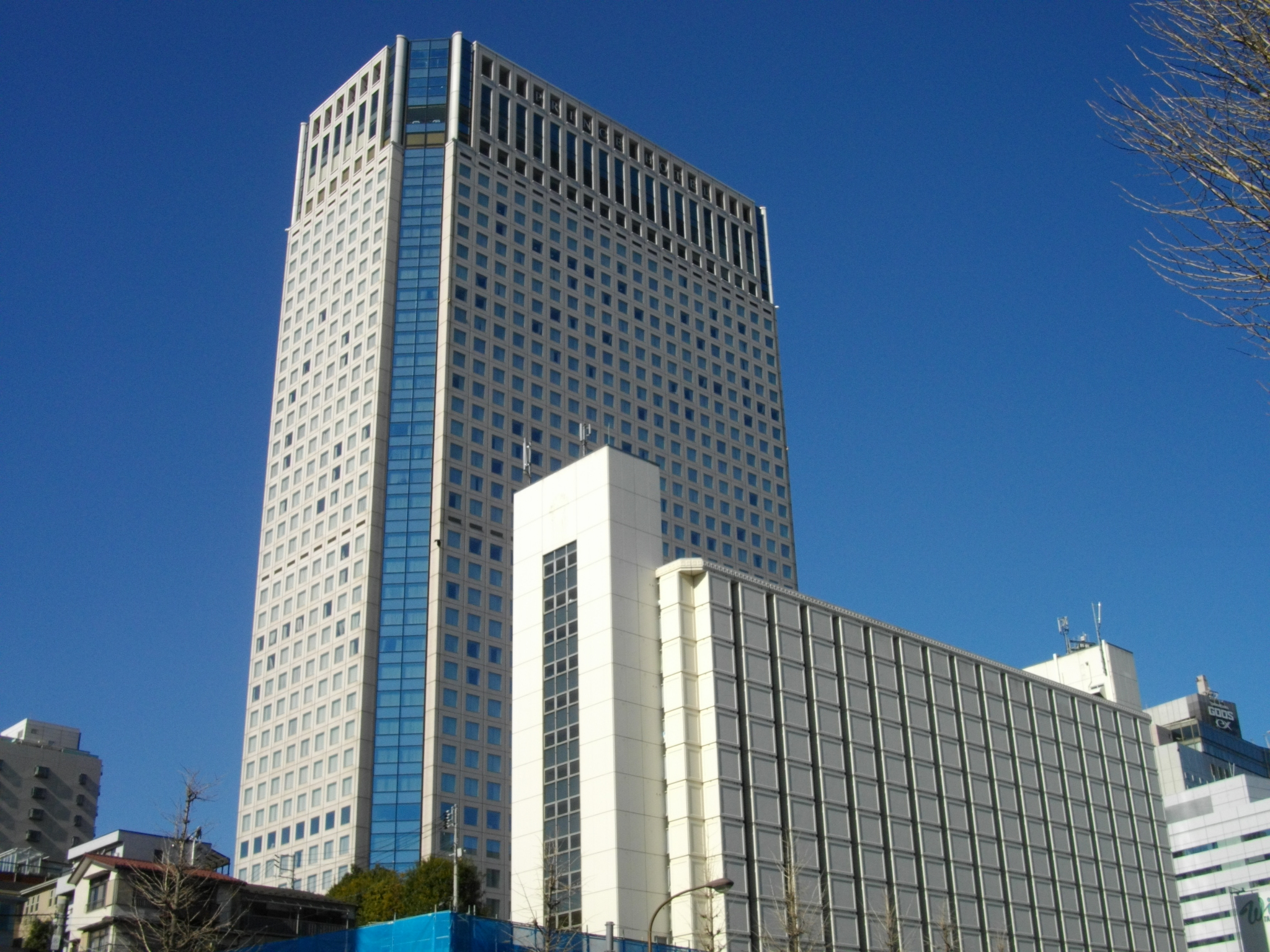
『第18回オールスター紅白大運動会』が開催された「ゴールドホール」が当時所在した品川プリンスホテル

  - フジテレビ系『火曜ワイドスペシャル』で『第18回オールスター紅白大運動会』を放送（総合司会：土居まさる。開催場所：品川プリンスホテル内に当時存在した「ゴールドホール」）。
  - テレビ朝日系で『柳生あばれ旅』（主演：千葉真一）がスタート。同局系で千葉主演の時代劇は初めてであり、1982年には続編『柳生十兵衛あばれ旅』が放送された。
- 19日 - TBS系、連続テレビドラマでは初のステレオ放送となる『天皇の料理番』が放送開始（出演:堺正章、檀ふみ ほか）。[22]
- 22日 - 日本テレビ系『ズームイン!!朝!』で、巨人・長嶋茂雄監督（当時）の解任を巡る騒動について、司会の徳光和夫[注 8]が、番組開始から30分近くに亘りこの件を批判した[注 9]。

### 11月
- 2・6日 - NHK、日本でも親しまれ人気があったオーストリアの指揮者、カール・ベームの最後の来日公演を放送（当時彼は86歳の高齢だった（翌1981年死去））。2日には教育テレビでモーツァルト作曲 歌劇「フィガロの結婚」全曲が（9月30日、東京文化会館で収録。演奏・管弦楽:ウィーン国立歌劇場管弦楽団 ほか。モノラル放送[注 10]）[23]、6日には総合テレビで、前月（10月）6日に昭和女子大学人見記念講堂の柿落し公演となった、ベートーヴェン作曲 交響曲第7番（管弦楽:ウィーン・フィルハーモニー管弦楽団）がステレオで放送された[24]。[注 11]
- 11月3日〜13日 - 朝日放送（朝日放送テレビの前身）がアメリカ・イギリス・西ドイツの放送局と組んで制作した宇宙科学ドキュメンタリー『コスモス』が22時台にテレビ朝日系で放送する。[3][25][26]
- 14日 - 朝日放送・テレビ朝日系で松竹芸能制作のアクションドラマ『ザ・ハングマン』放送開始。1987年まで7作にわたって続くシリーズとなった。

### 12月
- 3日 - 日本テレビ系で鐘紡（クラシエの前身）の一社協賛によるスペシャルドラマ企画「カネボウヒューマンスペシャル」（読売新聞社・日本テレビ主催）第1回作品『小児病棟』（主演：桃井かおり）放送[3]。以後「カネボウヒューマンスペシャル」は2000年まで年1回ペースで継続、計20作品が制作・放送された。
- 25日
  - 日本テレビ系『木曜スペシャル』で、前年に続き赤塚不二夫（漫画家）監修で、この1年のニュースをパロディーコント化して振り返る特番の第2弾『発表!輝け!!’80爆笑ニュース大賞・笑いでつづるこの1年』を放送。前年からの由利徹、タモリ、研ナオコ、小松政夫、所ジョージ、谷啓らに加え、松田聖子、加賀まりこらも出演した[27]。
  - TBS系『ザ・ベストテン』のこの日の放送でこの年の年間ランキングを発表。年間第1位は五木ひろしの「倖せさがして」。
- 26日 - フジテレビ系の視聴者参加型クイズ番組『クイズグランプリ』が放送終了、10年の歴史に幕。
- 28日 - TBS系の視聴者参加歌謡番組の草分け『家族そろって歌合戦』が終了、14年8カ月の歴史に幕。
- 31日
  - フジテレビ系で、大晦日の風景を映しながら、年内に起きた事件や世相に関する演芸を披露する生放送演芸バラエティ番組『笑って笑って大みそか』をこの年から開始（ - 1988年）。
  - TBS系で『第22回輝く!日本レコード大賞』放送（ステレオ） 。大賞は八代亜紀の「雨の慕情」。
  - 『第31回NHK紅白歌合戦』放送（ステレオ）。この年の司会は紅組を黒柳徹子、白組を山川静夫（NHKアナウンサー、当時）、総合司会を中江陽三（同）がそれぞれ務めた。平均視聴率71.1%（関東地区、ビデオリサーチ調べ）。

## その他テレビに関する話題
- 2月10日 - （9日深夜）静岡放送が、 2月9日分の放送を終え、放送を休止していた午前2時15分頃から約10分間、テストパターン（カラーバー）を流していた画面が突然切り替わり、洋物のポルノ・ビデオ[注 12]が放送されるという放送事故が発生。チャンネルをザッピングしているうちにたまたまこの放送を見てしまった視聴者から問い合わせの電話があったり、更に一部視聴者は静岡県警察に通報した。原因は放送実施局運行部（当時）の男性技術職員が主調整室でポルノ映画のビデオテープを個人的に観賞していた際、機器の操作を誤ったためである。事実調査が進むも、その過程でマスコミに知られることになり、最終的にその技術職員は自宅謹慎の後に懲戒免職処分に、当時の社長以下常勤役員が十分の一の減俸（3か月間）、運行部長は1か月の停職処分となった（静岡放送#事案、「放送事故#日本における放送事故の実例と対策」内の「テレビの放送倫理に抵触する人為事故」も参照）。[28][29][30]
- 3月31日 - 省エネの観点から、日本テレビ、テレビ朝日が、深夜放送の時間短縮を開始（フジテレビ（毎週土曜日を除く）、TBS、東京12チャンネルは前年6～7月に開始[31]）。[32]
- 4月1日
  - テレビ岩手（岩手県、TVI）が、テレビ朝日系列（ANN）とのクロスネットを解消してNNSフルネット局に移行[33]。
  - 山形県におけるANN加盟局が山形テレビ（YTS）から山形放送（YBC）へ移行。山形テレビは1975年3月以来のフジテレビ系列フルネット局となり、山形放送は日本テレビ系列とテレビ朝日系列とのクロスネットへ移行（1993年4月より山形テレビはテレビ朝日系列にネットチェンジ、山形放送はNNSフルネット局へ移行）。
- 4月5日 - フジテレビ、深夜放送の時間短縮をしていなかった毎週土曜日も短縮を実施。これにより、在京民放全局が深夜放送の短縮を全面的に実施。[注 13]
- 6月9日 - 郵政省、この月の22日に行われる衆参ダブル同時選挙の開票速報番組に限り、音声多重放送の副音声を活用して2音声多重放送ができる様に、同放送の免許条件の枠を特例として認める方針をこの日に決定し、同月20日の同省の電波監理審議会の審議にて了承された。[34]
- 6月19日 - 日本テレビが1953年の開局から送信所として使用し、1970年に送信機能が東京タワーに移転後も予備送信所として使われた同局本社（後の麹町分室）敷地内の電波塔の解体工事を開始、8月10日に完了した[35]。
- 9月 - 映画会社のにっかつがUHFによるペイテレビ(有料放送)局の申請を行う。有料放送はアメリカで急速に普及していたが、日本の放送体制にはない新しい形態だったため、郵政省では「慎重に検討したい」とした。

| テレビ信州（10月1日開局）。左は本社（後の松本総局）、右は放送センター（後の本社） |  | テレビ信州（10月1日開局）。左は本社（後の松本総局）、右は放送センター（後の本社） |
| テレビ信州（10月1日開局）。左は本社（後の松本総局）、右は放送センター（後の本社） |  |                                                                                   |

- 10月1日 - 長野県に第3番目の民放局、テレビ信州（TSB）が開局[3][36]。日本テレビ系列とテレビ朝日系列のクロスネット（1991年4月よりNNSフルネット局へ移行）。
- 12月1日 - 韓国で全斗煥軍部による「言論統廃合」策が実行され、国内のテレビ局が韓国放送公社（KBS）と文化放送（MBC）に集約。このため、日本テレビがKBSに併合された東洋放送（TBC）と結んでいた提携関係も自然消滅した。
- 年内 - NHK放送技術研究所が、サチコン撮像管を使った3管式ハイビジョン（当時は「高品位テレビ」と言っていた）用カラーカメラを試作。[3]
- 俳優の田畑孝が急逝（45歳没）。前年10月から毎日放送・TBS系で放送開始した『仮面ライダー (スカイライダー)』に「志度敬太郎」役で出演していたが、体調不良により第13話で降板していた。なお『西部警察』（テレビ朝日系）第22話が最後の出演となった。

## 開局
- 10月1日 - テレビ信州(サービス放送開始は、9月24日)[3]

## 既存局の音声多重放送開始(当時は実用化試験放送)
- 2月1日 - 山陽放送テレビ(岡山県及び岡山・香川エリア初)[6][37][38][39]
- 3月20日 - 東北放送テレビ、仙台放送、宮城テレビ放送(3局共に、東北地方並びに宮城県初)[32][40]
- 3月30日 - RKB毎日放送テレビ[32][40][41][42]
- 4月1日 - 中国放送テレビ[33]
- 6月13日 - 西日本放送テレビ(香川県。四国地方初)[43]
- 7月1日 - 信越放送テレビ、長野放送[44](両局共に、長野県初)[注 14][45]
- 7月3日 - 秋田放送テレビ[46]、秋田テレビ(両局共に、秋田県初)
- 8月8日 - NHK前橋放送局、NHK和歌山放送局（共に総合テレビ）[47]
- 9月27日 - 北陸放送テレビ、石川テレビ放送(両局共に、石川県初)[48]
- 11月1日 - IBC岩手放送テレビ、テレビ岩手(両局共に、岩手県初)
- 11月29日 - 新潟放送テレビ(新潟県初)[49][50]
- 12月15日 - テレビ西日本
- 12月27日 - 岡山放送

## 周年

### 番組
- 放送開始20周年
  - 兼高かおる世界の旅（TBS）
- 放送開始15周年
  - 小川宏ショー（フジテレビ）
  - アフタヌーンショー（テレビ朝日）
  - 11PM（日本テレビ・読売テレビ）
- 放送開始10周年
  - NNNドキュメント（日本テレビ）
  - クイズグランプリ（フジテレビ）
  - 遠くへ行きたい（読売テレビ）
  - RABニュースレーダー（青森放送）
- 放送開始5周年
  - カックラキン大放送!!（日本テレビ）
  - テレビ三面記事 ウィークエンダー（日本テレビ）
  - それは秘密です!!（日本テレビ）
  - びっくり日本新記録（読売テレビ）
  - Gメン'75（TBS）
  - シャボン玉こんにちは（TBS）
  - ぴったし カン・カン（TBS）
  - 料理天国（TBS）
  - 独占!女の60分（テレビ朝日）
  - おはようワイド・土曜の朝に（朝日放送）
  - パネルクイズ アタック25（朝日放送）
  - ラブアタック!（朝日放送）[注 15]

### 開局
- 3月16日 - 山形放送テレビジョン放送開始20周年。
- 4月1日
  - テレビジョン放送開始25周年 - 東京放送
  - テレビジョン放送開始20周年 - 秋田放送
  - 開局10周年 - 山形テレビ、福島中央テレビ、テレビ山梨、山陰中央テレビジョン放送、テレビ山口、テレビ高知、テレビ大分、テレビ宮崎
- 6月1日 - 福井放送、琉球放送テレビジョン放送開始20周年。
- 7月1日 - NHK宮崎放送局テレビジョン放送開始20周年。
- 8月1日 - NHK函館放送局教育テレビジョン放送開始20周年。
- 9月1日 - NHK室蘭放送局教育テレビジョン放送開始20周年。
- 10月1日
  - テレビジョン放送開始20周年 - 宮崎放送
  - 開局10周年 - 宮城テレビ放送
  - 開局5周年 - 東日本放送、テレビ新広島
- 11月1日 - NHK旭川、福島、宮崎教育テレビジョン開局20周年。
- 12月1日 
  - 開局20周年 - 広島ホームテレビ、NHK仙台放送局教育テレビジョン

## 記念回
- 500回以上
  - 夜のヒットスタジオ（フジテレビ）600回 - 5月12日
  - クイズタイムショック（テレビ朝日）600回
  - 新婚さんいらっしゃい!（朝日放送）500回
- 100回以上
  - 太陽にほえろ!（日本テレビ）400回 - 3月28日
  - 桃太郎侍（日本テレビ）200回 - 8月17日

## 視聴率
（※関東地区、ビデオリサーチ調べ）
※は再放送

### ニュース・報道
1. ゆく年くる年（NHK総合、12月31日）42.3%
2. ニュース（NHK総合、3月22日（8:30-8:40））38.9%
3. NHKニュースワイド（NHK総合、4月16日）38.0%

### ドラマ
1. 連続テレビ小説 鮎のうた（NHK総合、3月6日）49.1%
2. 連続テレビ小説 なっちゃんの写真館（NHK総合、9月11日・9月25日）45.1%
3. ナショナル劇場 水戸黄門・第10部（TBS、1月21日）42.4%
4. 連続テレビ小説 虹を織る（NHK総合、11月22日）42.0%
5. ナショナル劇場 水戸黄門・第11部（TBS、11月24日）41.5%
6. 3年B組金八先生（第1シリーズ）最終回（TBS、3月28日）39.9%
7. 土曜グランド劇場 熱中時代（日本テレビ、7月5日）34.1%
8. ナショナル劇場 江戸を斬るV（TBS、3月3日）31.9%

### スポーツ
1. 第62回全国高等学校野球選手権大会（NHK総合、8月22日（13:25-15:40））43.0%
2. WBA世界ジュニアフライ級タイトルマッチ「具志堅用高×金龍鉉」（TBS、1月27日）41.1%
3. 大相撲初場所・8日目（NHK総合、1月13日（17:05-18:00））37.6%
4. WBA世界ジュニアフライ級タイトルマッチ「具志堅用高×ペドロ・フローレス」（TBS、10月12日）36.0%
5. WBA世界ジュニアフライ級タイトルマッチ「具志堅用高×マルチン・バルカス」（TBS、6月1日）32.5%

### バラエティ・クイズ
1. '80新春スターかくし芸大会（フジテレビ、1月1日）48.6%
2. 8時だョ!全員集合（TBS、2月23日）41.0%
3. 火曜ワイドスペシャル ドリフ大爆笑'80総集編（フジテレビ、12月23日）40.4%
4. クイズダービー（TBS、2月16日）37.6%
5. ゲーム ホントにホント?（NHK総合、11月21日）32.7%
6. スター千一夜（フジテレビ、11月19日）30.3%

### 歌番組
1. 第31回NHK紅白歌合戦（NHK総合、12月31日）71.1%
2. 輝け!!第11回日本歌謡大賞（フジテレビ、11月18日）40.1%
3. ザ・ベストテン（TBS、3月27日）36.3%

### 映画
1. 水曜ロードショー『幸福の黄色いハンカチ』（日本テレビ、4月16日）37.3%
2. 水曜特別ロードショー『あゝ野麦峠』（日本テレビ、4月9日）34.3%

### アニメ
1. サザエさん（フジテレビ、3月9日）38.6%
2. あしたのジョー（日本テレビ、3月3日）※31.6%

## テレビ番組

### テレビドラマ

#### NHK
- 大河ドラマ 獅子の時代（主演：菅原文太）
- 連続テレビ小説
  - なっちゃんの写真館（主演：星野知子）
  - 虹を織る（主演：紺野美沙子）
- 銀河テレビ小説
  - 太郎の青春（主演：広岡瞬）
  - 愛さずにはいられない（作：ジェームス三木 主演：川谷拓三、根岸季衣）
- ドラマ人間模様 あ・うん
- 水曜時代劇 御宿かわせみ
- 土曜ドラマ
  - 向田邦子シリーズ 阿修羅のごとく パート2
- 四季〜ユートピアノ〜
- ザ・商社
- 夏の光に…
- ガラスのうさぎ

#### 日本テレビ系
- 月曜スター劇場
  - かたぐるまII
  - 竹とんぼ
- 火曜9時
  - 大激闘マッドポリス'80
  - 特命刑事
  - 警視-K
- 火曜劇場
  - 女の肖像（出演：香山美子、小池朝雄、広岡瞬、あおい輝彦、伊佐山ひろ子、木内みどり）
  - 愛しい女（出演：竹脇無我、多岐川裕美、島かおり、ちあきなおみ、山城新伍）
  - 名もなく貧しく美しく（出演：島田陽子、篠田三郎、田中一郎）
  - 手ごろな女（出演：泉ピン子、前田吟 他）
  - 愛のA・B・C・D（出演：蛯名由紀子、尾美としのり 他）
- 金曜劇場
  - 真夜中のヒーロー（出演：岸本加世子、芦田伸介、大場久美子、岩城滉一 他）
  - 黄金の犬（原作：西村寿行／出演：長谷川真砂美、伊藤敏八、市毛良枝 他）
  - 欽ちゃんのちゃーんと考えてみてネ!（出演：萩本欽一、浜木綿子 他）
- グランド劇場
  - 池中玄太80キロ（主演：西田敏行）
  - 熱中時代（第2シリーズ。主演：水谷豊）
- 猿飛佐助
- 痛快!ピッカピカ社員
- 黄土の嵐

スペシャルドラマ
- ライオン・スペシャル・ドラマ『太陽は沈まず・海よ!小さな戦士の歌を聞け』（ステレオ）- 2月26日 日本テレビ初の長時間スペシャルドラマ。テレビドラマでは日本初のステレオ放送。[7]
- カネボウヒューマンスペシャル 小児病棟 - 12月3日

枠新設
- 4月3日 - 木曜ゴールデンドラマ（読売テレビ）

#### TBS系
- ナショナル劇場
  - 江戸を斬るV（第7話のみステレオ[9][10]）
  - 水戸黄門・第11部
- 火曜8時
  - 青春諸君・夏!
  - 俺んちものがたり!
- 火曜9時
  - あゝ野麦峠
  - 夜明けのタンゴ
  - 一人来い二人来いみんな来い
- 水曜劇場
  - なぜか初恋・南風
  - 見合い結婚
  - しあわせ戦争
- 水曜10時
  - 未亡人
  - さよならお竜さん
  - ミセスとぼくとセニョールと!〜夢飛行〜→春の訪問者・ミセスとぼくとセニョールと!
- 木曜8時
  - 愛（出演：山岡久乃、小野寺昭、和泉雅子、中田喜子、金田賢一、里見奈保、おりも政夫、泉ピン子、岡本信人、沢竜二、音無美紀子、相原友子、奈良岡朋子、山村聰 他）
  - 心（出演：宇津井健、長山藍子、篠田三郎、岩本多代、大鹿次代、杉田かおる、金子扇太呂、赤木春恵、沢田雅美、桜井センリ、おりも政夫、上村香子、東てる美、小倉一郎、太宰久雄、三木弘子、本間伸欣、大空眞弓、山田五十鈴 他）
- 金曜8時
  - 1年B組新八先生（出演：岸田智史（後の岸田敏志） 他）
  - 3年B組金八先生（第2シリーズ。主演：武田鉄矢）
- 金曜9時
  - 赤い魂（出演：杉浦直樹、司葉子、広岡瞬、浜田朱里 他）
- ポーラテレビ小説
  - マリーの桜（主演：かとうかずこ（後のかとうかず子））
  - 元気です!（主演：宮崎美子）
- 花王愛の劇場
  - ダンプかあちゃん
  - 再会の海
- ケンちゃんチャコちゃん（主演：岡浩也）
- 愛LOVEナッキー（主演：榊原郁恵）
- 天皇の料理番（ステレオ）（出演：堺正章、檀ふみ 他） - 連続テレビドラマでは日本初のステレオ放送[22]
- GOGO! チアガール（主演：三原順子（後の三原じゅん子）、甲斐智枝美、島田歌穂）
- 雪姫隠密道中記（主演：片平なぎさ 他）

#### フジテレビ系
- 火曜10時枠時代劇（関西テレビ制作）
  - 服部半蔵 影の軍団（主演：千葉真一）
  - 旅がらす事件帖（主演：小林旭）
- 木曜9時枠時代劇
  - 新・江戸の旋風（出演：加山雄三、小林桂樹、沖雅也 他）
  - 江戸の朝焼け（出演：沖雅也、鹿賀丈史、小林桂樹 他）
- 裸の大将放浪記（関西テレビ、花王名人劇場で放送）
- ライオン奥様劇場
  - 徳川の女たち
  - ひまわり戦争
  - 妻の再婚
- 阪急ドラマシリーズ（関西テレビ）
  - いらっしゃいませ!
  - ゆるしません!
- 土曜劇場
  - 時よ炎のごとく!
  - 陽気な逃亡[51]
- 大捜査線（出演：杉良太郎 他）
- 87分署シリーズ・裸の街（月9ドラマはこの枠で休止、6年半ぶりに再開）
- 土曜ナナハン学園危機一髪
- ただいま放課後
- 翔んだカップル
- ピーマン白書
- 氷山のごとく[51]
- 平岩弓枝ドラマシリーズ
  - 女たちの家（主演：京塚昌子）
  - 結婚の四季（主演：十朱幸代）
  - 彩の女（主演：山本陽子）

#### テレビ朝日系
- 火曜9時枠時代劇
  - 鬼平犯科帳（主演：萬屋錦之介）
  - 柳生あばれ旅（主演：千葉真一）
- 走れ!熱血刑事（主演：松平健）
- 金曜9時枠（朝日放送制作）
  - なさけ坂旅館（出演：林隆三、山田五十鈴、市原悦子、石野真子 他）
  - 赤かぶ検事奮戦記（主演：フランキー堺）
  - ザ・ハングマン（出演：林隆三、黒沢年男（後の黒沢年雄）、あべ静江、名高達郎（後の名高達男）、植木等、山村聰）
- 男!あばれはっちゃく - シリーズ第2作
- 爆走!ドーベルマン刑事（主演：黒沢年男）
- 非情のライセンス第3シリーズ（主演：天知茂）
- それゆけ!レッドビッキーズ（※後にテレビ朝日から朝日放送へ制作が移行）
- 生徒諸君!（主演：上田美恵）
- サンキュー先生（主演：西田敏行）
- ハウス子供おはなし劇場（テレビ朝日）- 子供向け番組

スペシャルドラマ
- ABC創立30周年記念番組 額田女王（朝日放送）- 3月14日、15日
- 新聞が死んだ日 - 12月11日（朝日新聞東京本社が築地に移転したこの年、有楽町にあった解体前の旧社屋[注 16]を使用して撮影が行われた）

#### 東京12チャンネル
- ミラクルガール（主演：由美かおる）
- 斬り捨て御免!（主演：二代目中村吉右衛門）
- ぼくら野球探偵団（出演：堤大二郎、ガッツ石松、宍戸錠 他）
- お化けのサンバ（出演：小柳ルミ子、坂上二郎 他）
- ときめき十字星（出演：高見知佳、五十嵐夕紀、山本百合子 他）
- 悪党狩り（主演：七代目尾上菊五郎）

### テレビアニメ
- キリンあしたのカレンダー（毎日放送）
- 世界名作劇場 トム・ソーヤーの冒険（フジテレビ）
- 森の陽気な小人たちベルフィーとリルビット（東京12チャンネル）
- ニルスのふしぎな旅（NHK総合）
- メーテルリンクの青い鳥 チルチルミチルの冒険旅行（フジテレビ）
- 無敵ロボ トライダーG7（名古屋テレビ）
- タイムボカンシリーズ タイムパトロール隊オタスケマン（フジテレビ）
- ふたごのモンチッチ（東京12チャンネル）
- 魔法少女ララベル（テレビ朝日）
- 宇宙大帝ゴッドシグマ（東京12チャンネル）
- ほえろブンブン（東京12チャンネル）
- ムーの白鯨（よみうりテレビ）
- 燃えろアーサー 白馬の王子（フジテレビ）
- スーキャット（東京12チャンネル）
- 釣りキチ三平（フジテレビ）
- がんばれゴンベ（東京12チャンネル）
- ずっこけナイトドンデラマンチャ（東京12チャンネル）
- 伝説巨神イデオン（東京12チャンネル）
- 宇宙戦士バルディオス（東京12チャンネル）
- がんばれ元気（フジテレビ）
- 怪物くん（テレビ朝日）
- とんでも戦士ムテキング（フジテレビ）
- おじゃまんが山田くん（フジテレビ）
- 鉄腕アトム（日本テレビ）
- 太陽の使者 鉄人28号（日本テレビ）
- 宇宙戦艦ヤマトIII（よみうりテレビ）
- まんがことわざ事典（東京12チャンネル）
- あしたのジョー2（ステレオ）（日本テレビ）

アニメ回顧番組
- （夏休み）人気アニメ大行進（テレビ朝日）

再放送番組
- サンデーこども劇場（フジテレビ） - 『ゼンダマン』と『ヤッターマン』を再放送。

### 特撮番組
- 電子戦隊デンジマン（テレビ朝日）
  - 出演：結城真一、大葉健二、津山栄一、内田直哉、小泉あきら、曽我町子 他
- ウルトラマン80（TBS） - 第3期ウルトラシリーズ最終作
  - 出演：長谷川初範、石田えり、中山仁、萩原佐代子 他
- Xボンバー（フジテレビ）- 特撮人形劇
  - 出演：古川登志夫、千葉繁、龍田直樹、小山茉美、寺島幹夫、三ツ矢雄二、田中崇 他
- 仮面ライダースーパー1（毎日放送） - 第2期仮面ライダーシリーズ最終作
  - 出演：高杉俊介、塚本信夫 他

### 報道・情報番組
- NHKニュースワイド（NHK総合）
- フレッシュロータリー（NHK総合 ※関東甲信越地区）
- おはよう広場（NHK総合）
- 海外ウィークリー（NHK総合）
- おはよう!サタデーOMOTAME情報局（日本テレビ）
- JNN報道特集（TBS）
- 日曜特集（TBS）
- ザ・コンピニオン（テレビ朝日）
- トゥナイト（テレビ朝日）
- BUSINESS NIPPON(テレビ神奈川)

放送時間移動・変更
4月1日より、フジテレビ『小川宏ショー』と『ハイ!土曜日です』（関西テレビ制作）の放送時間が、9:00 - 10:30（『ハイ!土曜日です』は9:00 - 10:25）から8:30 - 9:55と30分繰り上がり、『小川宏ショー』は5分縮小された。

### バラエティ番組
- お笑いスター誕生!!（日本テレビ）
- 爆笑ヒット大進撃!!（日本テレビ）
- 欽ちゃんのちゃーんと考えてみてネ!（日本テレビ）
- お笑いエース登場（読売テレビ）
- スターダッシュNo.1!（TBS）
- たのきん全力投球!（TBS）
- 体力ゲームドンGAMBA!（TBS）
- ぎんざホット寄席（TBS）[51]
- 日本全国ひる休み（フジテレビ）
- 笑ってる場合ですよ!（フジテレビ）
- THE MANZAI（フジテレビ）
- 大進撃!おもしろ組（フジテレビ）
- 欽ちゃんの9時テレビ（フジテレビ）
- 星児と遊ぼうロンパールーム（テレビ朝日）- 子供向け番組
- のってシーベンチャー（朝日放送）
- タモリの突撃ナマ放送（東京12チャンネル）

### クイズ番組
- 三枝の爆笑夫婦（日本テレビ）
- 逆転クイズ スーパービンゴ（日本テレビ）
- スーパーダイスQ（TBS）
- 日本縦断クイズ合戦（TBS）→1クールで打ち切り。
- 世界で初のクイズ!AとBとショー（TBS、1月2日）
- それいけ!実験クイズ（フジテレビ）
- いい旅、ときめき本線（フジテレビ）
- 家族対抗!!芸能クイズ（テレビ朝日）
- クイズ!!マガジン（テレビ朝日）
- 野球クイズ一発逆転（東京12チャンネル）
- ジョギングクイズ（東京12チャンネル）
- クイズでボーイハント（東京12チャンネル）
- 世界一周双六ゲーム（朝日放送）[注 17]
- チャレンジQ（関西テレビ）

### 音楽番組
- 歌のビッグステージ（ステレオ）（NHK総合）[52]
- N響アワー（NHK教育→Eテレ）
- アップルハウス（ステレオ）（フジテレビ）
- 音楽の旅はるか（ステレオ）（毎日放送）

山口百恵引退特別番組（いずれもステレオ）
- 山口百恵ファイナルコンサート（TBS）- 10月5日 日本武道館から生中継。
- 山口百恵スペシャル ザ・ラスト・ソング（日本テレビ）- 10月13日

カール・ベーム最後の来日公演
- ウィーン国立歌劇場公演 モーツァルト作曲 歌劇「フィガロの結婚」（全4幕）（NHK教育）- 11月2日放送。9月30日、東京文化会館で収録。[23]
- ウィーン・フィルハーモニー管弦楽団演奏会 ―カール・ベーム86歳のベートーベン― ベートーベン作曲「交響曲第7番イ長調作品92」（ステレオ）（NHK総合）- 11月6日放送。10月6日、昭和女子大学人見記念講堂の柿落し公演にて収録。[24]

### トーク番組
- 三枝の爆笑美女対談（関西テレビ）

### 教養・ドキュメンタリー番組
- NHK特集 シルクロード（ステレオ）（NHK総合）
- ばくさんのかばん（NHK教育）
- 書きくけこくご（NHK教育）
- 数の世界（NHK教育）
- ひろがる教室（NHK教育）
- ぴょん太のあんぜんにっき（NHK教育）
- 中学校特別シリーズ（NHK教育）
- ジュニア・文化シリーズ（NHK教育）
- 映像（毎日放送）

### 福祉番組
- お達者くらぶ（NHK教育）「お達者ですか」から改題

### 特別番組

#### 単発番組
- 1月1日
  - ライオンスペシャル・'80年未来をこの手に!（TBS制作、民間放送92社）
司会：西田敏行
  - 新春オールスター紅白なんでも初挑戦!
司会：玉置宏／キャプテン：和田アキ子（紅組）、井上順（白組）
  - スーパー・モンキー・スペシャル（日本テレビ）
司会：西田敏行、岡崎友紀、徳光和夫アナウンサー（※当時）
  - 超豪華!番組対抗かくし芸大会（TBS、第1回）
司会：愛川欽也／コーナー担当：関口宏、橋本テツヤ（以上『クイズ100人に聞きました』より）
- 5月5日
  - オリンパソン'80（テレビ朝日、モスクワオリンピック関連番組）[15]
総合司会：久米宏、ジュディ・オング
- 5月13日
  - スーパージャンボクイズ'80（フジテレビ[注 18]）
司会：桂三枝（後の六代 桂文枝）、酒井ゆきえ（箱根レポーター兼任）／箱根レポーター：小野ヤスシ、三笑亭夢之助（映像クイズレポーター兼任）、青空球児、清水クーコ／9映像クイズレポーター：月亭八方、団しん也／ナレーター：広川太一郎
- 7月9日
  - 故大平首相葬儀(NHK総合)[53]
- 12月31日
  - 人気歌手 大笑いズッコケ家族!（TBS）
メイン：由紀さおり（母ちゃん）、千昌夫（父ちゃん）、角川博（息子）／ゲスト歌手：野口五郎、大橋純子、小林幸子、森昌子、石川さゆり、岩崎宏美、清水健太郎、中原理恵、藤圭子
  - 笑ってサヨナラ'80東西BEST漫才!（TBS）
司会：横山やすし・西川きよし
  - 笑って笑って大みそか（フジテレビ、第1回）
司会：小松政夫

#### 2回以上放送のシリーズ番組
- 1月1日
  - '80新春スターかくし芸大会（フジテレビ）
司会：高橋圭三、芳村真理／東軍キャプテン：ハナ肇／西軍キャプテン：植木等
- 1月5日
  - おめでとう1980年 人気力士大合戦! （日本テレビ[注 19]）
総合司会：三波伸介
- 4月1日、9月30日
  - テレビ祭り 4・10月だョ!全員集合（TBS）
司会：ザ・ドリフターズ（いかりや長介・加藤茶・高木ブー・仲本工事・志村けん）、高橋圭三／サブ司会：伊東四朗
- 5月3日
  - 欽ちゃんの第2回全日本仮装大賞（ステレオ）（日本テレビ[注 19]）
司会：萩本欽一
- 8月28日
  - 日本テレビ音楽祭（ステレオ）（日本テレビ[注 20]）
司会：高島忠夫、沢田亜矢子
- 8月30日 - 8月31日
  - 24時間テレビ 「愛は地球を救う」（一部ステレオ）（日本テレビ、NNN・NNS全31局※当時）
総合司会：萩本欽一、徳光和夫アナウンサー／チャリティーパーソナリティ：石野真子
- 10月14日
  - 第18回オールスター紅白大運動会（フジテレビ[注 18]）
総合司会：土居まさる、実況：みのもんた
- 10月30日 - 11月13日
  - 史上最大!第4回アメリカ横断ウルトラクイズ（日本テレビ[注 20]）
総合司会：高島忠夫、石川牧子アナウンサー／現地司会：福留功男アナウンサー（※役職はいずれも当時）
- 11月11日
  - 第11回あなたが選ぶ全日本歌謡音楽祭（ステレオ）（テレビ朝日）
司会：関口宏、中井貴恵
- 11月18日 
  - 輝け!!第11回日本歌謡大賞（ステレオ）（フジテレビ[注 18]）
司会：高島忠夫、星野知子
- 12月2日・16日
  - '80FNS歌謡祭（ステレオ）（フジテレビ[注 18]）
司会：露木茂アナウンサー（※当時）、芳村真理
- 12月25日
  - 発表!輝け!!’80爆笑ニュース大賞・笑いでつづるこの1年（日本テレビ[注 20]）[27][注 21]
出演：由利徹、タモリ、研ナオコ、松田聖子、小松政夫、所ジョージ、加賀まりこ、団しん也、木ノ葉のこ、谷啓、山田康雄、赤塚不二夫、他
監修：赤塚不二夫／構成：高平哲郎
- 12月31日
  - 第31回NHK紅白歌合戦（ステレオ）
総合司会：中江陽三アナウンサー／紅組司会：黒柳徹子／白組司会：山川静夫アナウンサー（※役職はいずれも当時）
  - 輝け!!“特別生放送”笑いは日本を救う!?（日本テレビ）
司会：桂三枝、沢田亜矢子、B&B
  - 輝く!第22回日本レコード大賞（ステレオ）（TBS）
司会：高橋圭三、渡辺謙太郎アナウンサー（※当時）、中田喜子
  - 大みそかこどもスペシャル 怪獣大戦争 キングギドラ対ゴジラ（フジテレビ）[注 22]
脚本：関沢新一／特技監督：円谷英二／監督：本多猪四郎／出演：宝田明、ニック・アダムス、田崎潤、沢井桂子、水野久美 他
- 12月31日 - 1981年1月1日未明
  - ゆく年くる年（NHK総合、23:45 - 1月1日0:15）
  - ゆく年くる年’80-’81（日本テレビ制作・民間放送94社、23:45 - 1月1日1:00）
司会：徳光和夫アナウンサー、渡辺謙太郎（TBSアナウンサー）、金子勝彦（東京12チャンネルアナウンサー）、露木茂（フジテレビアナウンサー）、溝口泰男（テレビ朝日『モーニングショー』キャスター）（※役職はいずれも当時）

### 既存番組の音声多重化

#### ステレオ放送化
- 笑点（日本テレビ）- 1月1日（「新春大喜利大会」）[54]及び4月6日[55]より毎回
- 全国高等学校サッカー選手権大会（日本テレビ）- この年（第58回）からは開会式（1月1日放送[54]）から決勝までの全試合をステレオ化
- 家族そろって歌合戦（RKB毎日放送）- 3月30日（福岡県福岡市の巻）のみ（TBS系全国放送であるものの、ステレオでの放送は制作したRKBのみ。）[注 23][56][57]
- ぴったし カン・カン（TBS）- 4月8日より[52]
- 8時だョ!全員集合（TBS）- 5月3日のみ。[58]
- オーケストラがやって来た（TBS）- 5月4日より[59]
- 広島平和音楽祭（広島テレビ）- この年より（この年は6月22日放送）[注 24][60]
- 溝口泰男モーニングショー（テレビ朝日）- 8月8日のみ。朝日放送テレビから、「第62回全国高等学校野球選手権大会」の開会式を、番組内で同時生中継する為に、ステレオ放送となった。（これに伴うステレオ放送化は、この年までである。）[61]